# سیارک ۹۹۹۶
سیارک ۹۹۹۶ (به انگلیسی: 9996 ANS، نامگذاری:9070P-L) نه هزار و نهصد و نود و ششمین سیارک کشف شده‌است که در ۱۷ اکتبر ۱۹۶۰ کشف شد.
قدر مطلق سیارک برابر ۱۳٫۰۰ است.